# Dealul Spirii
Dealul Spirii este un cartier situat în sectorul 5 al Bucureștiului, cunoscut și sub numele de Arsenalului (de la Dealul Arsenalului pe care se află).
Denumirea Dealul Spirii a fost dată după numele doctorului Spirea, pe numele său complet Spiridon Kristofi, ctitor al bisericii  construite pe acest deal înainte de 1765, cu ajutorul rudei sale Hristofi, fost ceauș spătăresc, mai apoi căpitan de lefegii.

## Istoric
În trecut, a găzduit clădiri precum Curtea Nouă (devenită Curtea Arsă după ce a fost mistuită de incendiul din 1812), sau Gara Dealul Spirii.
Batalia din Dealul Spirii a avut loc aici.